# Spaltkörbchen
Die Spaltkörbchen oder Spaltkölbchen (Schisandra), auch Beerentrauben genannt, sind eine Pflanzengattung in der Familie der Sternanisgewächse (Schisandraceae). Bekanntester Vertreter der Gattung ist die aus China stammende Heilpflanze Chinesisches Spaltkörbchen (Schisandra chinensis), auch andere Arten werden medizinisch genutzt.

## Beschreibung

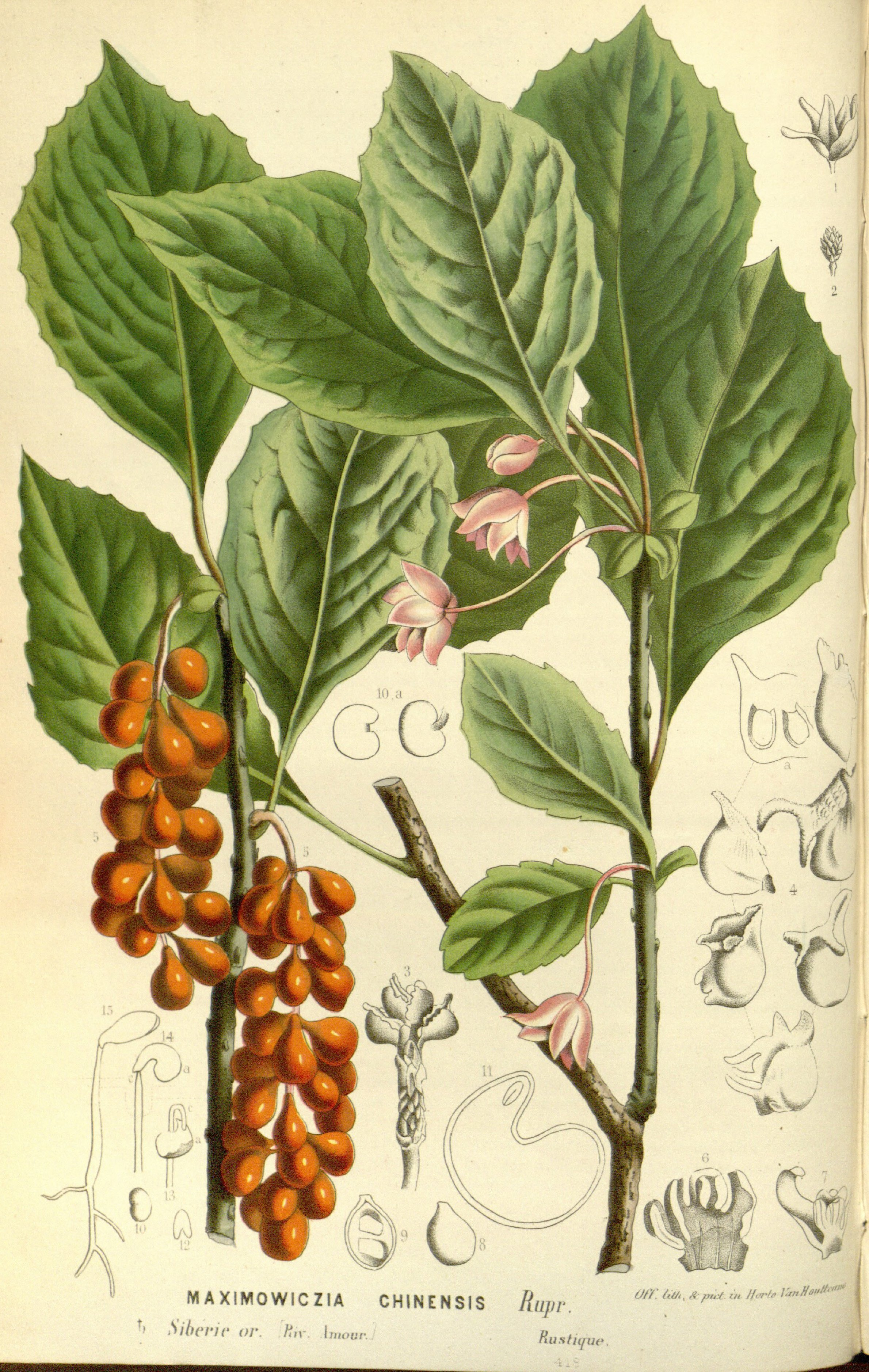
Illustration des Chinesischen Spaltkörbchens (Schisandra chinensis)

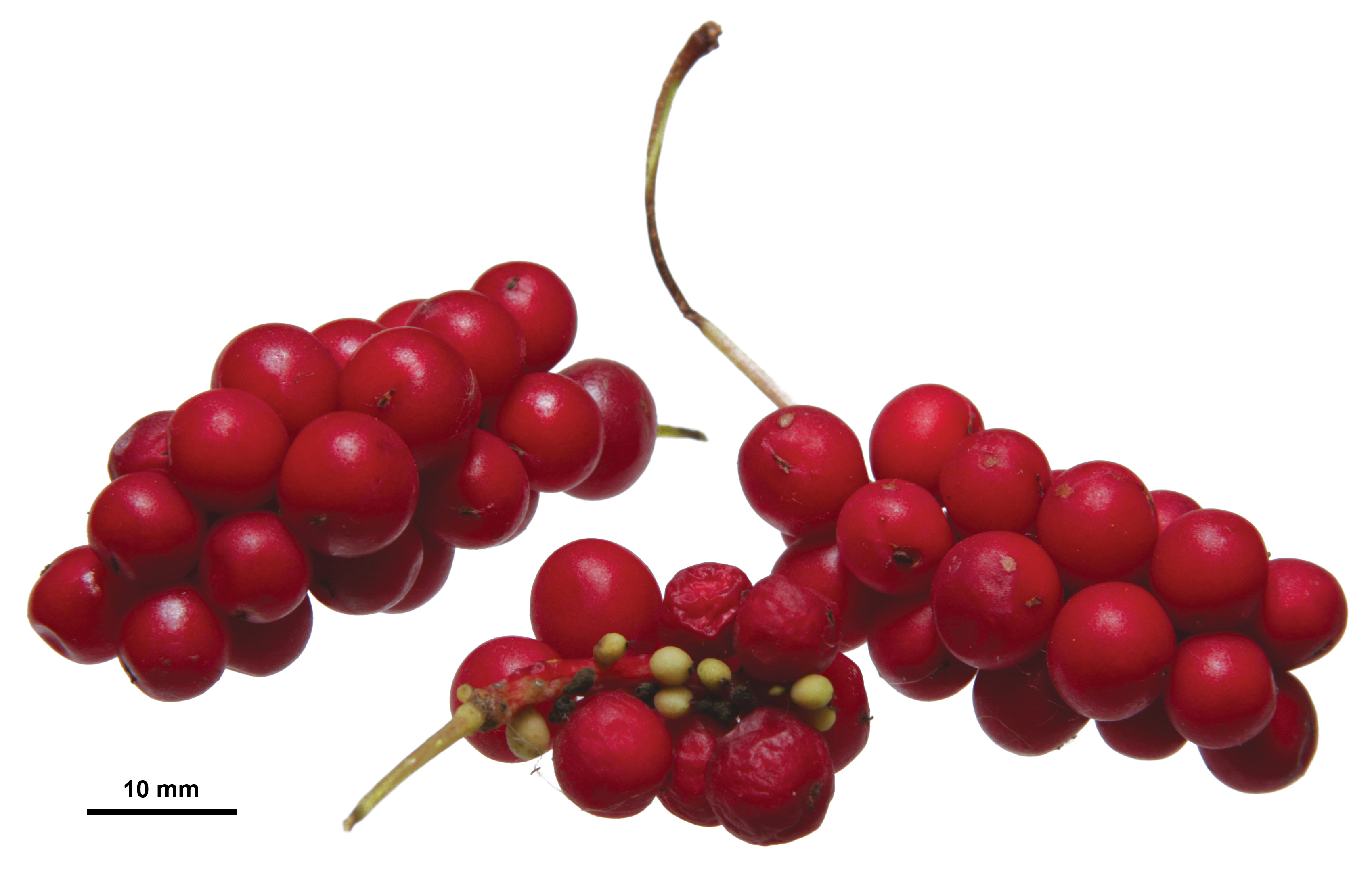
Beeren von Schisandra chinensis

Spaltkörbchen-Arten sind verholzende Kletterpflanzen. Es gibt sowohl immergrüne als auch laubabwerfende Arten. Die Pflanzenteile sind glatt oder behaart.
Sie sind meist zweihäusig (diözisch), selten einhäusig (monözisch), getrenntgeschlechtig. Einzeln oder paarweise oder in Gruppen von bis zu acht stehen die Blüten in den Blattachseln.
Die neun bis zwölf (selten bis 20) Blütenhüllblätter sind in zwei Serien angeordnet; die äußeren und inneren sind kleiner als die mittleren. In den männlichen Blüten sind die fünf bis 60 Staubblätter teilweise oder vollständig verwachsen. In den weiblichen Blüten stehen die 12 bis 120 freien Fruchtblätter spiralig angeordnet. Es werden Beeren mit meist zwei (selten ein oder drei) Samen gebildet.

## Nutzung
Die meisten Schisandra-Arten werden medizinisch genutzt. Aus den Stämmen, Blättern und Früchten wird leicht flüchtiges Öl extrahiert. Aus den Fasern werden Seile hergestellt.
Die in Schisandra glaucescens vorliegenden Sesquiterpene können chromatographisch getrennt und durch Massenspektrometrie und NMR identifiziert werden.
In die Schlagzeilen geriet Schisandra im Jahre 2014, nachdem während der Olympischen Winterspiele 2014 in Sotschi im Körper der Olympia-Biathletin Evi Sachenbacher-Stehle die verbotene Substanz Methylhexanamin gefunden worden war. Die Sportlerin konnte den Anti-Doping-Ausschuss der IBU davon überzeugen, dass das Methylhexanamin in ihrem Körper von einem Teekonzentrat aus der Schisandra-Pflanze stammte. Das Teekonzentrat war von Sachenbacher-Stehles Mental- und Ernährungsberater als unbedenklich eingestuft worden.

## Systematik und Verbreitung

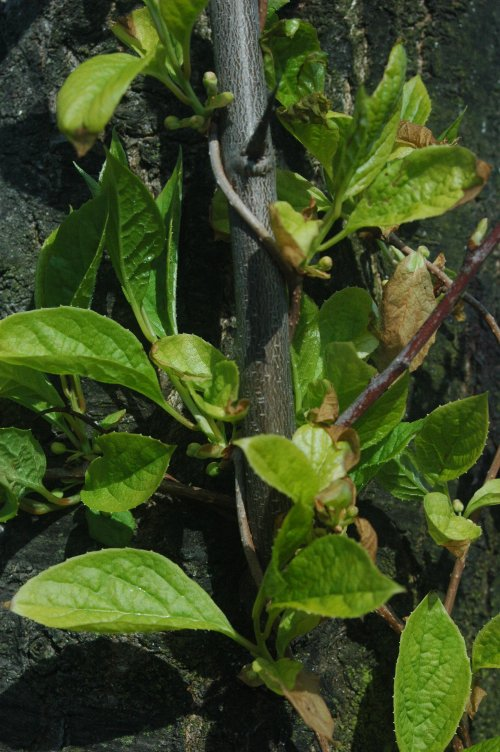
Chinesisches Spaltkörbchen (Schisandra chinensis)

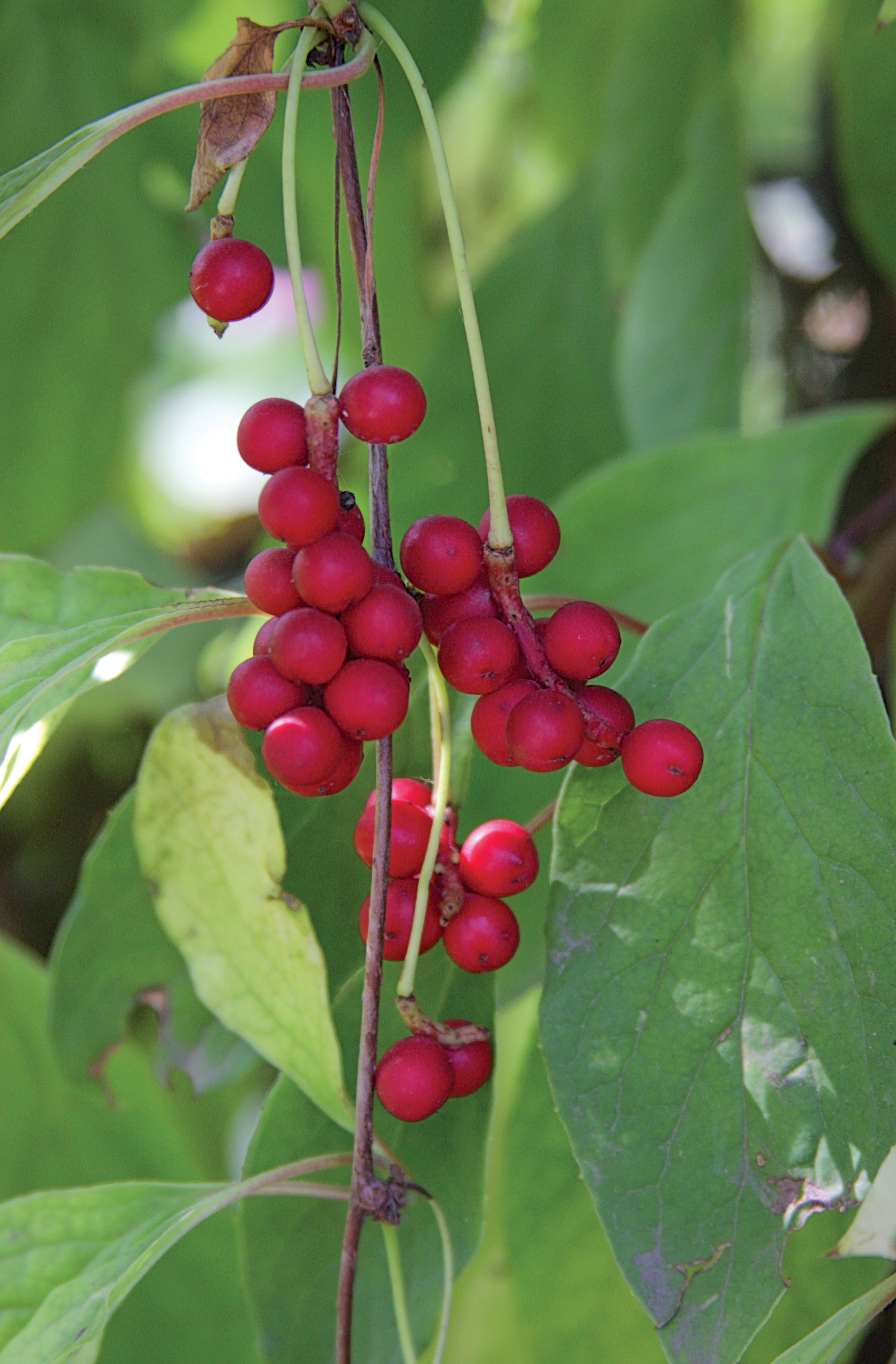
Beeren des Chinesischen Spaltkörbchens (Schisandra chinensis)

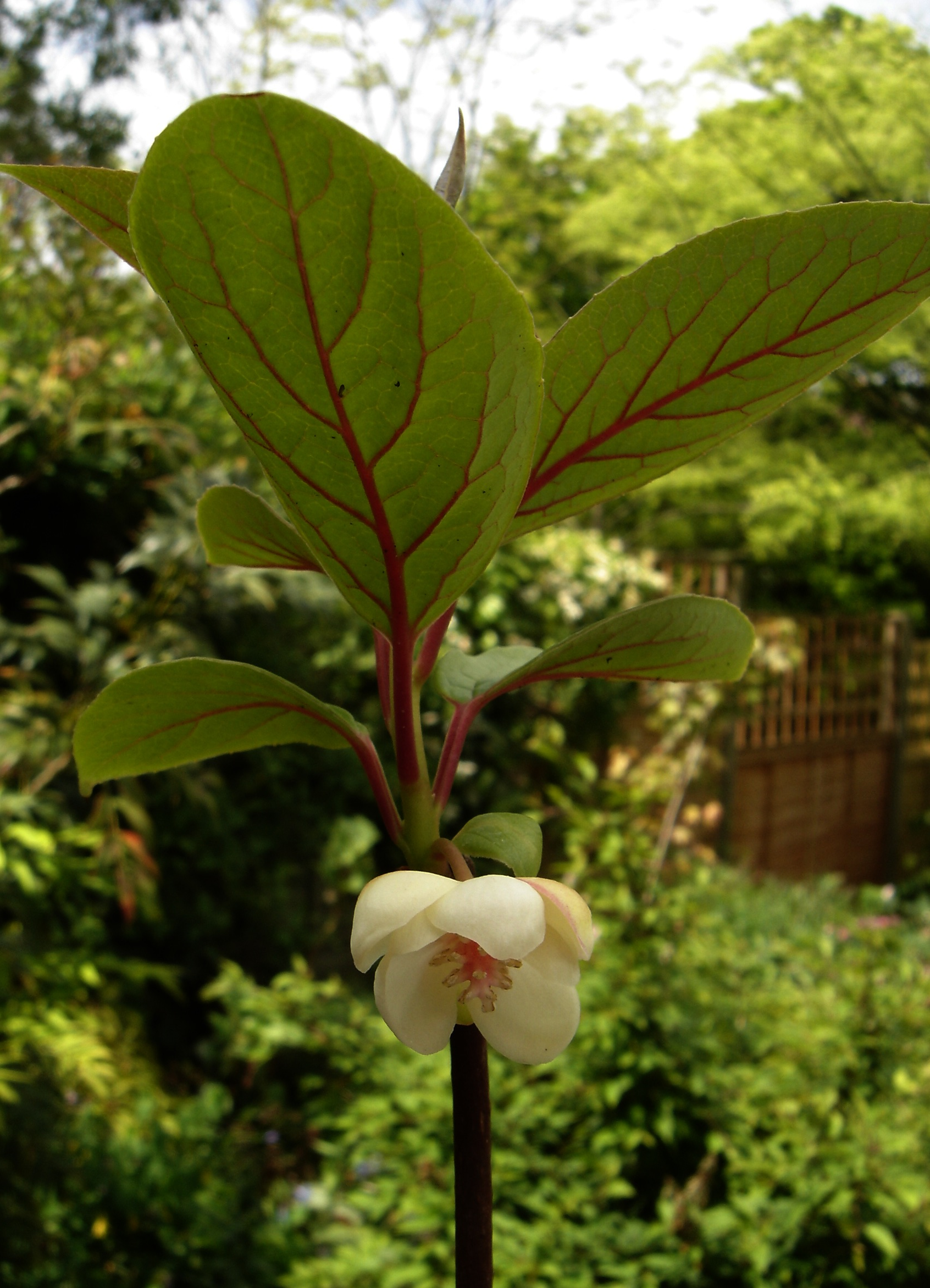
Großblütiges Spaltkörbchen (Schisandra grandiflora)

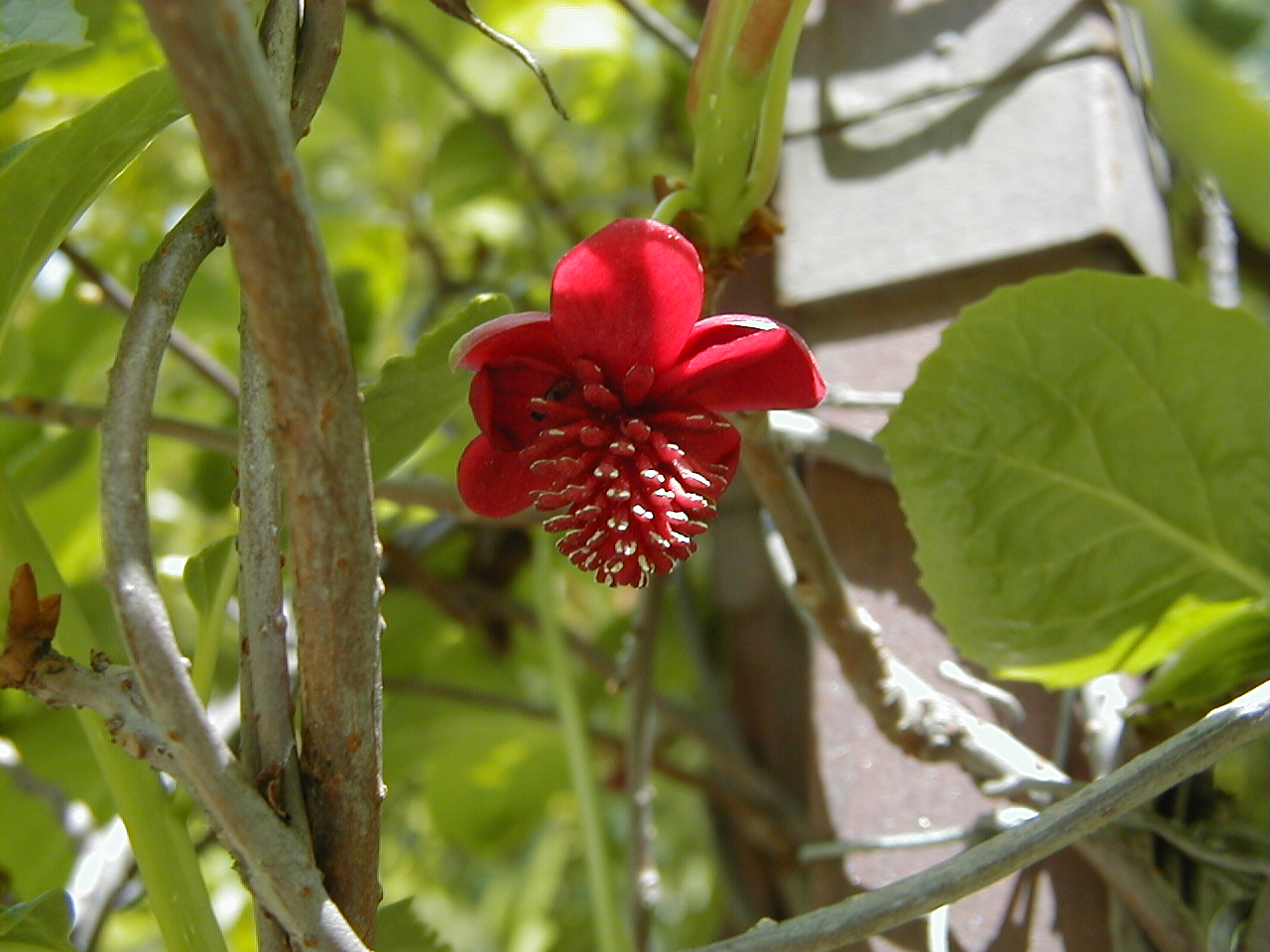
Rotblühendes Spaltkörbchen (Schisandra rubriflora)

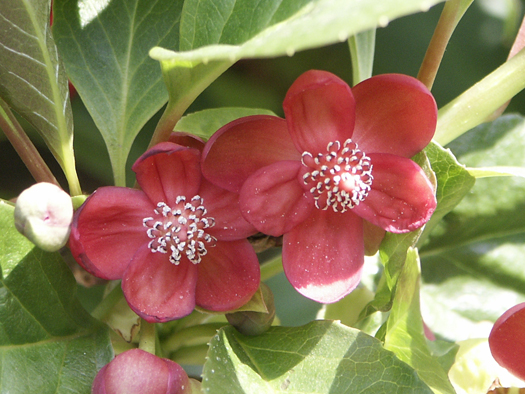
Rotblühendes Spaltkörbchen (Schisandra rubriflora), Blüten

Die Gattung Schisandra wurde 1803 von André Michaux in Flora Boreali-Americana, 2, S. 218–219, Tafel 47 aufgestellt. Synonyme für Schisandra Michx. sind: Sphaerostema Blume, Stellandria Brickell.
In der Gattung der Spaltkörbchen (Schisandra) werden etwa 25 bis 30 Arten unterschieden. Sie sind überwiegend in Asien beheimatet; nur eine Art in Nordamerika. In China kommen 19 bis 20 Arten vor. Hier eine Artenauswahl:
- Schisandra arisanensis Hayata: Die zwei Unterarten gedeihen Wäldern und Buschland in Höhenlagen von 200 bis 2300 Metern in Taiwan und in den chinesischen Provinzen Anhui, Fujian, Guangdong, Guangxi, Guizhou, Hunan, Jiangxi sowie Zhejiang.[1]
  - Schisandra arisanensis Hayata subsp. arisanensis: Sie kommt in Taiwan vor.[5]
  - Schisandra arisanensis subsp. viridis (A.C.Sm.) R.M.K.Saunders (Syn.: Schisandra viridis A.C.Smith): Sie kommt in China vor.[5]
- Schisandra bicolor W.C.Cheng (Syn.: Schisandra bicolor var. tuberculata (Y.W.Law) Y.W.Law, Schisandra tuberculata Y.W.Law, Schisandra wilsoniana A.C.Sm.): Sie ist in den chinesischen Provinzen Guangxi, Hunan, Yunnan sowie Zhejiang verbreitet.[1]
- Chinesisches Spaltkörbchen[6] (Schisandra chinensis (Turcz.) Baill., Syn.: Kadsura chinensis Turcz., Maximowiczia chinensis Ruprecht ex Maxim.): Sie ist in Korea, dem Amurgebiet, der Insel Sachalin, dem nördlichen Japan und in den chinesischen Provinzen Hebei, Heilongjiang, Jilin, Liaoning, Nei Mongol sowie Shanxi verbreitet.[1]
- Schisandra elongata (Blume) Baill.: Sie kommt auf Java vor.[5]
- Schisandra glabra (Brickell) Rehder: Sie ist die einzige Art in der Neuen Welt und in den US-Bundesstaaten Alabama, Arkansas, Florida, Georgia, Kentucky, Louisiana, Mississippi, North Carolina, South Carolina sowie Tennessee und in den mexikanischen Bundesstaaten Hidalgo; Baja California Sur und Veracruz verbreitet.[4][5]
- Schisandra glaucescens Diels: Sie ist in den chinesischen Provinzen Chongqing sowie Hubei verbreitet.[1]
- Großblütiges Spaltkörbchen (Schisandra grandiflora (Wall.) Hook. f. & Thomson, Syn.: Kadsura grandiflora Wall.): Sie ist im Himalaja vom nördlichen Indien über Nepal sowie Bhutan bis ins südlichen Tibet verbreitet.[1]
- Schisandra henryi C.B.Clarke: Sie ist mit drei Unterarten im südlichen China in Höhenlagen zwischen 500 und 2300 Metern weitverbreitet.[1][5]
  - Schisandra henryi subsp. henryi: Sie kommt im südlichen China vor.[5]
  - Schisandra henryi subsp. marginalis (A.C.Sm.) R.M.K.Saunders: Sie kommt im südöstlichen China vor.[5]
  - Schisandra henryi subsp. yunnanensis (A.C.Sm.) R.M.K.Saunders: Sie kommt in Yunnan vor.[5]
- Schisandra incarnata Stapf: Sie gedeiht in Wäldern und im Dickicht in Höhenlagen zwischen 1600 und 2300 Metern im südwestlichen sowie westlichen Hubei[1], kommt aber auch in Indien in Arunachal Pradesh vor.[5]
- Schisandra lancifolia (Rehder & E.H.Wilson) A.C.Sm. (Syn.: Schisandra sphenanthera var. lancifolia Rehder & E.H.Wilson): Sie ist in den chinesischen Provinzen Sichuan sowie Yunnan verbreitet.[1]
- Schisandra longipes (Merr. & Chun) R.M.K.Saunders: Sie kommt im nördlichen Guangdong und im nördlichen Guangxi vor.[5]
- Schisandra macrocarpa Q.Lin & Y.M.Shui: Diese 2011 erstbeschriebene Art kommt in Yunnan vor.
- Schisandra micrantha A.C.Smith: Sie ist in Yunnan, Indien und Myanmar verbreitet.[1]
- Schisandra neglecta A.C.Smith: Sie ist von Indien über Bhutan, Nepal und Myanmar bis zur chinesischen Provinz Yunnan verbreitet.[1]
- Schisandra parapropinqua Z.R.Yang & Q.Lin: Die 2009 erstbeschriebene Art kommt in Guizhou und in Yunnan vor.[5]
- Schisandra perulata Gagnep.: Sie kommt vom nördlichen Thailand bis zum nördlichen Vietnam vor.[5]
- Schisandra plena A.C.Smith: Sie in Indien und in der chinesischen Provinz Yunnan verbreitet.[1]
- Schisandra propinqua (Wall.) Baill.: Die vier Unterarten sind von Indien über Nepal, im östlichen Myanmar, im nördlichen Thailand bis Bali sowie auf Java und in den chinesischen Provinzen Gansu, Guizhou, Henan, Hubei, Hunan, Shanxi, Sichuan, Yunnan sowie in Xizang verbreitet.[1]
  - Schisandra propinqua subsp. axillaris (Blume) R.M.K.Saunders: Sie kommt von Java bis Bali vor.[5]
  - Schisandra propinqua subsp. intermedia (A.C.Sm.) R.M.K.Saunders: Sie kommt von Assam bis Yunnan vor.[5]
  - Schisandra propinqua subsp. propinqua: Sie kommt in Himalaja vor.[5]
  - Schisandra propinqua subsp. sinensis (Oliv.) R.M.K.Saunders: Sie kommt vom südöstlichen Tibet bis zum zentralen China vor.[5]
- Schisandra pubescens Hemsley & Wilson: Sie ist in den chinesischen Provinzen Chongqing, Hubei sowie Sichuan verbreitet.[1]
- Schisandra pubinervis (Rehder & E.H.Wilson) R.M.K.Saunders: Sie kommt von Sichuan bis Hubei vor.[5]
- Schisandra repanda (Siebold & Zucc.) A.C.Sm.: Sie gedeiht in den Gebirgen Japans sowie Südkoreas.[5]
- Rotblühendes Spaltkörbchen[6] (Schisandra rubriflora Rehder & E.H.Wilson, Syn.: Schisandra chinensis var. rubriflora Franchet, Schisandra grandiflora var. cathayensis Schneider): Sie ist vom indischen Assam über das nördliche Myanmar bis ins nördliche Yunnan verbreitet.[1][5]
- Schisandra sphaerandra Stapf: Sie gedeiht in Höhenlagen zwischen 1000 und 3800 Metern in den chinesischen Provinzen Sichuan sowie Yunnan.[1]
- Schisandra sphenanthera Rehder & E.H.Wilson (Syn.: Schisandra flaccidiramosa C.R.Sun): Sie gedeiht in Wäldern und im Dickicht in Höhenlagen von meist 700 bis 2000 (200 bis 5100) Metern in den chinesischen Provinzen Anhui, Gansu, Guizhou, Henan, Hubei, Hunan, Jiangsu, Shaanxi, Shanxi, Sichuan, nordöstlichen Yunnan sowie Zhejiang.[1]
- Schisandra tomentella A.C.Smith: Sie gedeiht in Höhenlagen zwischen 1300 und 2200 Metern nur im Süden der chinesischen Provinz Sichuan.[1][5]

### Einzelreferenzen
1. 1 2 3 4 5 6 7 8 9 10 11 12 13 14 15 16 17 18  Yuhu Liu, Nianhe Xia, Liu Yuhu, Richard M. K. Saunders: Schisandraceae.: Schisandra, S. 41 – textgleich online wie gedrucktes Werk, In: Wu Zheng-yi, Peter H. Raven, Deyuan Hong (Hrsg.): Flora of China. Volume 7: Menispermaceae through Capparaceae, Science Press und Missouri Botanical Garden Press, Beijing und St. Louis, 2008. ISBN 978-1-930723-81-8
2. ↑  P. P. Zhang, S. S. Gao, T. T. Zhang, J. C. Chen, H. Q. Duan, J. B. Fang: Sesquiterpenes from stem of Schisandra glaucescens. In: Zhongguo Zhong Yao Za Zhi. Volume 37, 22, 2012, S. 3426–3429. Chinese. PMID 23373215
3. ↑  Doping-Sperre für Sachenbacher-Stehle, Süddeutsche Zeitung, 17. Juli 2014
4. 1 2  Schisandra im Germplasm Resources Information Network (GRIN), USDA, ARS, National Genetic Resources Program. National Germplasm Resources Laboratory, Beltsville, Maryland. Abgerufen am 1. Juni 2018.
5. 1 2 3 4 5 6 7 8 9 10 11 12 13 14 15 16 17 18 19 20  Rafaël Govaerts (Hrsg.): Schisandra - World Checklist of Selected Plant Families des Royal Botanic Gardens, Kew. Zuletzt eingesehen am 1. Juni 2018.
6. 1 2  Robert Zander: Zander. Handwörterbuch der Pflanzennamen. Hrsg. von Walter Erhardt, Erich Götz, Nils Bödeker, Siegmund Seybold. 18. Auflage. Eugen Ulmer, Stuttgart 2008, ISBN 978-3-8001-5408-1.